# أندرسون لويس
أندرسون لويس (بالبرتغالية: Anderson Luís de Azevedo Rodrigues Marques‏) (10 مارس 1987 بريو دي جانيرو في البرازيل - ) هو لاعب كرة قدم برازيلي في مركزي قلب الدفاع والدفاع. شارك مع منتخب البرازيل تحت 20 سنة لكرة القدم. أما مع النوادي، فقد لعب مع نادي أفاي لكرة القدم ونادي سيارا ونادي فلومينينسي وDesportivo Brasil ‏ ونادي غريميو بارويري ونادي إيتوانو وSertãozinho Futebol Clube ‏.

## وصلات خارجية
- أندرسون لويس على موقع قاعدة بيانات كرة القدم.إي يو (الإنجليزية)
- أندرسون لويس على موقع Soccerway.com (الإنجليزية)
- أندرسون لويس على موقع عالم كرة القدم.نت (الإنجليزية)